# Chicago Storm
Los Chicago Storm son un equipo de la Major Indoor Soccer League, la liga de fútbol sala profesional de los Estados Unidos. Tiene su sede en la ciudad de Chicago, en el estado de Illinois, en Hoffman Estates, un suburbio al noroeste de la ciudad, y disputa sus partidos en el Sears Centre, un pabellón con una capacidad para 9.500 espectadores. En la temporada 2007-08 acabaron en la quinta posición.

## Historia
El equipo se creó en 2004, siendo dirigido en sus dos primeras temporadas por el exjugador de los Chicago Fire y de la selección de Estados Unidos Frank Klopas. Tras una primera temporada de adaptación, el equipo ha conseguido clasificarse para los play-offs en las tres temporadas siguientes.

## Trayectoria
| Año     | Liga    | Temp. Regular  | Playoffs              | Media de asistencia |
| ------- | ------- | -------------- | --------------------- | ------------------- |
| 2004-05 | MISL II | 6º MISL, 18-21 | No se clasificó       | 3.408               |
| 2005-06 | MISL II | 4º MISL, 13-17 | Pierde en semifinales | 1.530               |
| 2006-07 | MISL II | 2º MISL, 17-13 | Pierde en semifinales | 2.473               |
| 2007-08 | MISL II | 5º MISL, 15-15 | Pierde en cuartos     |                     |

## Plantilla actual

### Entrenadores
| Nombre       | Desde | Hasta |
| ------------ | ----- | ----- |
| Frank Klopas | 2004  | 2006  |
| Steve Morris | 2006  | -     |